# Zwartkopwaterhoen
Het zwartkopwaterhoen (Porphyriops melanops) is een vogel uit de familie van de rallen (Rallidae).

## Verspreiding en leefgebied
Deze soort komt voor in Colombia en in oostelijk en zuidelijk Zuid-Amerika en telt drie ondersoorten:
- G. m. bogotensis: centraal Colombia.
- G. m. crassirostris: Argentinië en Chili.
- G. m. melanops: van Peru tot oostelijk Bolivia, oostelijk Brazilië, Uruguay, Paraguay en noordoostelijk Argentinië.